# توبی فاکس
رابرت اف. فاکس (متولد ۱۱ اکتبر، ۱۹۹۱)، معروف به توبی فاکس (به انگلیسی: Toby Fox) یک توسعه‌دهندهٔ بازی ویدئویی و آهنگساز آمریکایی است.
او که بیشتر برای توسعهٔ بازی‌های آندرتیل و دلتارون شناخته می‌شود، کار خود را به‌عنوان یک نوازنده برای وب‌کمیک هوم‌استاک آغاز کرد.
توبی فاکس همچنین برای تعدادی دیگر از بازی‌های ویدیویی مستقل آهنگ‌سازی کرده‌است و در موسیقی متن Pokémon Sword and Shield و برادران سوپر ماریو نهایی همکاری کرده‌است.

## زندگی شخصی
فاکس که اهل منچستر، نیوهمپشایر است، علوم محیطی را در دانشگاه نورت‌ایسترن تحصیل کرد. او از درد مزمن دست و مچ دست رنج می‌برد که به‌طور مرتب او را از برنامه‌نویسی و آهنگ‌سازی ناتوان می‌کند. فاکس شدت یافتن این درد را عاملی در تاخیر در توسعه فصل دوم دلتارون ذکر کرد.